# Бундесвер
Бундесвер (  — „оружана одбрана”) су оружане снаге Савезне Републике Немачке. Састављене су из три вида: копнене војске, ратног ваздухопловства и ратне морнарице.
Циљ оружаних снага је одбрана Немачке, како на копну или у ваздуху, тако и на мору. Броји око 182.496 активних војника. Војни буџет износи око 71,75 милијарди €. Основане су 12. новембра 1955. Војници Бундесвера су интервенисали у многим земљама.